# Max Racing Team
Das Sterilgarda Max Racing Team war ein Motorradsport-Team aus Italien, welches von Max Biaggi und Peter Öttl gegründet wurde. Es trat zwischen 2018 und 2022 in der Moto3-Klasse der Motorrad-Weltmeisterschaft an.

## Geschichte
2019 übernahm Max Biaggi Peter Öttls Schedl GP Racing-Team, Öttl wurde Co-Besitzer des Teams. Man setzte eine KTM für Arón Canet ein, welcher mit drei Siegen Vizeweltmeister wurde.
2020 änderte sich das Team komplett. Man setzte nun Motorräder der KTM-Tochter Husqvarna ein, zudem traten jetzt mit Romano Fenati und Alonso López zwei Fahrer an. Fenati gewann den Großen Preis der Emilia-Romagna, ansonsten verlief die Saison eher schleppend.
2021 verbleibt Fenati im Team; neuer zweiter Fahrer ist Adrián Fernández.

## Statistik

### Team-WM-Ergebnisse
- 2019 – Sechster
- 2020 – 13.

### Grand-Prix-Siege
| Saison | Rennen                          |
| ------ | ------------------------------- |
| 2019   | USA-Texas Tschechien Aragonien  |
| 2020   | Emilia-Romagna                  |
| 2021   | Vereinigtes Konigreich          |
| 2022   | Niederlande Osterreich Malaysia |